# Cruzinha da Garça
Cruzinha da Garça est un village du Cap-Vert sur l’île de Santo Antão.

## Démographie
Le village compte 672 habitants.